# 埼玉県道305号礼羽騎西線

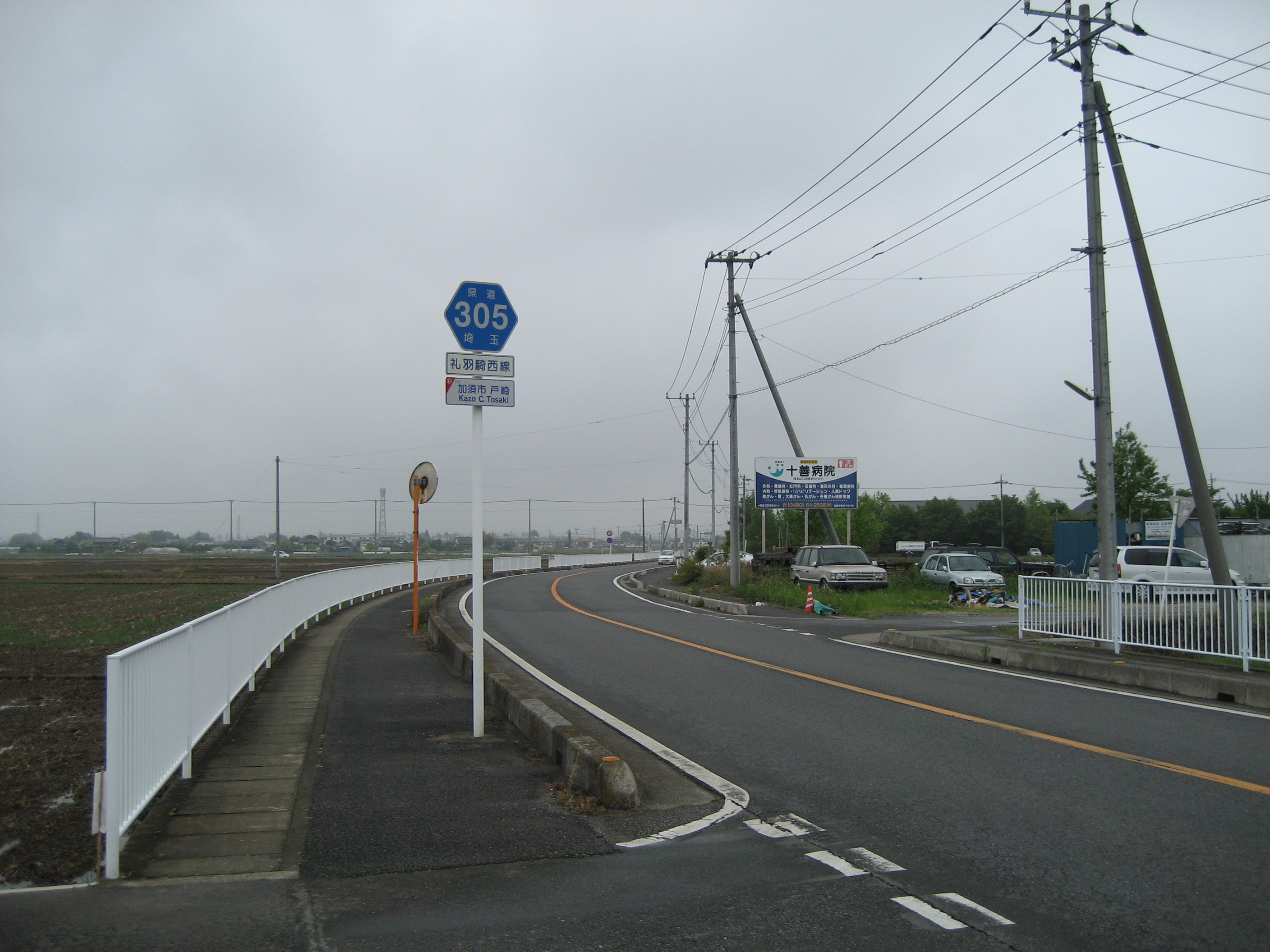
加須市内

埼玉県道305号礼羽騎西線（さいたまけんどう305ごう らいはきさいせん）は、埼玉県加須市の県道である。

## 概要
旧騎西町内の埼玉県道151号久喜騎西線との重複区間では、一部センターラインのない幅員の狭い区間が存在する。
かつて、騎西１丁目交差点から終点の国道122号間は、埼玉県道38号加須鴻巣線との重複区間でもあった為か、地図によってはこの区間が県道として書かれていないものがある。

## 起点・終点・実延長
- 起点：埼玉県加須市（埼玉県道38号加須鴻巣線・埼玉県道366号三田ヶ谷礼羽線 不動尊入口交差点）
- 終点：埼玉県加須市（国道122号・埼玉県道38号加須鴻巣線 プラザきさい前交差点）
- 実延長：2,666 m

## 地理

### 通過する市町村
- 埼玉県
  - 加須市

### 交差する道路
| 交差する道路                         | 交差する道路            | 交差点名       | 所在地 | 所在地 |
| ------------------------------------ | ----------------------- | -------------- | ------ | ------ |
| 埼玉県道366号三田ヶ谷礼羽線 羽生方面 |                         |                |        |        |
| 埼玉県道38号加須鴻巣線               | 埼玉県道38号加須鴻巣線  | 不動尊入口     | 加須市 | 愛宕   |
|                                      | 埼玉県道151号久喜騎西線 | 正能           | 加須市 | 正能   |
| 国道122号                            | 国道122号               | プラザきさい前 | 加須市 | 騎西   |
| 埼玉県道38号加須鴻巣線 鴻巣方面      |                         |                |        |        |

### 重複区間
- 埼玉県道151号久喜騎西線（加須市、正能交差点 - プラザきさい前交差点）

### 交差する交通機関・主な河川
- 東武鉄道伊勢崎線（加須市、礼羽小学校北踏切）

### 沿道・近隣の主な施設
- 加須市役所騎西総合支所（旧・騎西町役場）
- 総願寺（不動岡不動）
- 加須市立礼羽小学校
- いなほの湯
- 加須クリーンセンター